# Obóz Wszechpolski
Obóz Wszechpolski – narodowa organizacja polityczna, założona 20 marca 1936 w Katowicach, nieoficjalna struktura Stronnictwa Narodowego. 
Przyczyną powołania OW było rozwiązanie śląskiego SN, zdelegalizowanego decyzją Wydziału Bezpieczeństwa Śląskiego Urzędu Wojewódzkiego. Pretekstem likwidacji SN były działania jego członków skierowane przeciwko miejscowym Żydom (ataki bombowe na synagogę w Katowicach, sklepy, składy i mieszkania).
Pierwszym prezesem OW był Wincenty Prus, usunięty za współpracę z żydowskim adwokatem, kolejnym prezesem został Edward Kołodziej.
OW występował z patriotycznym programem narodowo-katolickim. W manifeście "Do społeczeństwa śląskiego" pisano: "Obóz Wszechpolski jest rdzennie polskim ruchem narodowym, który swe myśli przewodnie czerpie z tradycji Narodu, z jego bohaterskiej przeszłości. [...] Program Obozu Wszechpolskiego wynika z potrzeb naszego Narodu. Wolny od brzemienia nienawiści klasowej, potępia i niweczy teorię walki klas, ów nikczemny płód obłędnej myśli żydowskiej, której w niewolniczy sposób służą Polacy zrzeszeni w partiach i związkach klasowych. [...] Podciąć żydom podstawy bytu gospodarczego w Polsce, zepchnąć ich do średniowiecznego ghetta i zmusić do opuszczenia granic państwa – oto nasze słuszne dążenia!" (Zarząd Główny OW, Wydział Propagandy). OW żądał unarodowienia obcego kapitału i upowszechnienia polskiej własności prywatnej, ograniczenia praw mniejszości narodowych (zwłaszcza Niemców na Śląsku) i wyznaniowych, domagał się nadania katolicyzmowi statusu religii panującej OW popierał wprowadzenie na wyższych uczelniach getta dla studentów żydowskich i postulował całkowite rozwiązanie kwestii żydowskiej.
OW prowadził działalność polityczną, szkoleniową i wydawniczą. Organizował manifestacje, marsze i akademie (np. ku czci R. Dmowskiego z 1939), odczyty dla członków i sympatyków ruchu narodowego (np. cykl prelekcji T. Stefańskiego "Żydzi w Polsce" z 1938), bojkot sklepów i przedsiębiorstw żydowskich (np. listy Żydów, napisy na witrynach, warty), piętnowanie osób współpracujących z mniejszościami.
Organem prasowym OW był tygodnik "Narodowiec", wydawany w Katowicach od maja 1937 (początkowo 5 tys. nakładu) oraz pismo dla młodzieży "Młody Narodowiec". Z inicjatyw OW powstał także "Szturmowiec" (sierpień 1938). Symbolem OW był tzw. mieczyk Chrobrego, pieśnią organizacyjną "Hymn Młodych" Obozu Wielkiej Polski. Członkowie OW posiadali własne mundury i odznaczenia, pozdrawiali się salutem rzymskim. W 1939 OW posiadał ponad sto placówek na terenie woj. śląskiego, 6 sekcji żeńskich i 9 młodzieżowych, łącznie blisko 6 tys. członków.
Sekretariat OW mieścił się w Katowicach przy ul. Andrzeja 7.